# Stettler
Stettler is een plaats (town) in de Canadese provincie Alberta en telt 5418 inwoners (2006).